# Troy Donahue
Merle Johnson, Jr., conocido artísticamente como Troy Donahue (Nueva York, 27 de enero de 1936-Santa Mónica, California, 2 de septiembre de 2001) fue un actor de cine estadounidense e ídolo adolescente de finales de la década de 1950 e inicios de la de 1960.

## Biografía
Nacido en Nueva York, su verdadero nombre era Merle Johnson, Jr.. En sus inicios, Donahue fue estudiante de periodismo en la Universidad de Columbia de Nueva York, decidiendo posteriormente trabajar como actor en Hollywood, California, donde fue representado por el agente de Rock Hudson, Henry Willson. Según una biografía de Robert Hofler de 2005, The Man Who Invented Rock Hudson: The Pretty Boys and Dirty Deals of Henry Willson, Willson intentó utilizar sin éxito el nombre Troy con Rory Calhoun y con James Darren, hasta que finalmente se lo dio a Donahue. El joven actor se dio a conocer con papeles sin créditos en The Monolith Monsters y en Man Afraid en 1957, los cuales le abrieron camino a otros de mayor importancia en diversos largometrajes.
Actuó en Monster on the Campus, Live Fast, Die Young, y The Tarnished Angels, todos filmes de 1958. En 1959, junto a la estrella juvenil Sandra Dee, trabajó en A Summer Place, película que le convirtió en una estrella, principalmente entre el público adolescente. Más adelante firmó un contrato con Warner Bros., haciendo varios primeros papeles en producciones como Rome Adventure y A Distant Trumpet. En ambos filmes actuó junto a Suzanne Pleshette, actriz con la que se casó en 1964, y de la que se divorció ese mismo año.

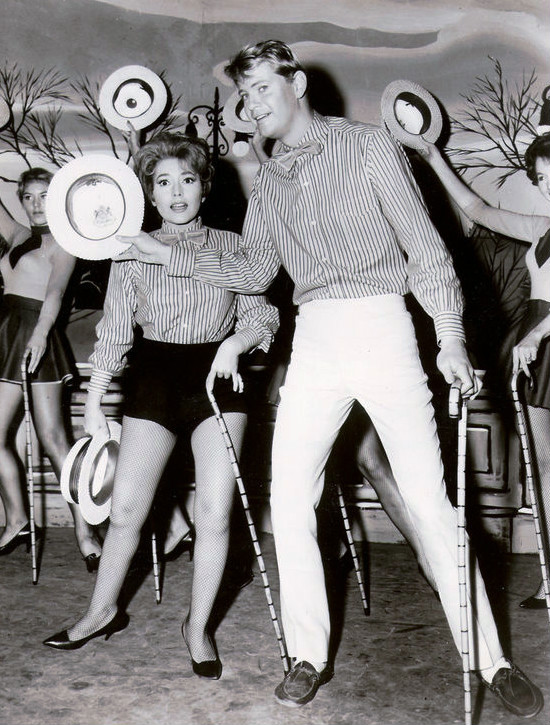

Tras el estreno de My Blood Runs Cold (1965), el contrato de Donahue con Warner Bros. llegó a su fin. A partir de ese momento hubo de luchar para encontrar papeles, y tuvo problemas de drogadicción y alcoholismo. El 21 de octubre de 1966 se casó con la actriz Valerie Allen en Dublín, Irlanda, divorciándose la pareja en 1968.
Donahue trabajó con Van Williams entre 1960 y 1962 en la serie televisiva de la ABC Surfside 6. Tras esta producción, Donahue se sumó al elenco de Intriga en Hawái para participar en la última temporada, 1962-1963, interpretando al director de hotel Philip Barton. En 1970 actuó en la serie televisiva The Secret Storm, y en 1974 fue elegido para hacer su mejor interpretación, la del prometido de Connie Corleone en El Padrino II. Su personaje fue llamado Merle Johnson, que era el nombre real de Donahue.
Troy Donahue pasó sus últimos años junto a la mezzosoprano Zheng Cao, y falleció a causa de un infarto agudo de miocardio en 2001 en Santa Mónica (California). Tenía 65 años de edad. Sus restos fueron incinerados, y las cenizas entregadas a sus allegados.

## Filmografía
- Man Afraid (1957)
- Man of a Thousand Faces (1957)
- The Monolith Monsters (1957)
- The Tarnished Angels (Ángeles sin brillo) (1958)
- Summer Love (1958)
- Live Fast, Die Young (1958)
- Flood Tide (1958)
- This Happy Feeling (La pícara edad) (1958)
- Voice in the Mirror (1958)
- Wild Heritage (1958)
- The Perfect Furlough (Vacaciones sin novia) (1958)
- Monster on the Campus (1958)
- Imitación a la vida (1959)
- A Summer Place (En una isla tranquila, al sur) (1959)
- The Crowded Sky (1960)
- Parrish (1961)
- Susan Slade (1961)
- Rome Adventure (Más allá del amor) (1962)
- Palm Springs Weekend (1963)
- A Distant Trumpet (Una trompeta lejana) (1964)
- My Blood Runs Cold (1965)
- Come Spy with Me (1967)
- Jules Verne's Rocket to the Moon (1967)
- Mondo Hollywood (1967) (documental)
- The Lonely Profession (1969)
- The Phantom Gunslinger (1970)
- Sweet Savior (1971)
- The Last Stop (1972)
- South Seas (1974)
- Seizure (1974)
- Cockfighter (1974)
- El Padrino II (1974)
- The Legend of Frank Woods (1977)
- Outrage (1977)
- Tin Man (1983 )
- Malibu (1983)
- Katy the Caterpillar (1984) (voz)
- Grandview, U.S.A. (1984)
- Low Blow (1986)
- Fight to Win (1987)
- Cyclone (1987)
- The Drifting Classroom (1987)
- Sexpot (1988)
- Nudity Required (1988)
- Hollywood Cop (1988)
- Karate Cops (1988)
- Hard Rock Nightmare (1988)
- Deadly Prey (1988)
- Sounds of Silence (1989)
- The Platinum Triangle (1989)
- Hot Times at Montclair High (1989)
- Deadly Spygames (1989)
- The Chilling (1989)
- Blood Nasty (1989)
- Assault of the Party Nerds (1989)
- Terminal Force (1989)
- American Rampage (1989)
- Dr. Alien (1989)
- Omega Cop (1990)
- Click: The Calendar Girl Killer (1990)
- Cry-Baby (1990)
- Shock 'Em Dead (1991)
- Deadly Diamonds (1991)
- Double Trouble (1992)
- The Pamela Principle (1992)
- Showdown (1993)
- Bad Blood (1993)
- Merchants of Venus (1998)
- Legion (1998)
- The Boys Behind the Desk (2000)